# Ресурсизм
Ресурсизм (консерваціонізм, реформаторський екологізм) — утилітарний природоохоронний рух і філософський напрямок, що ставить передусім збереження  природних ресурсів заради їх подальшого споживання (раціонального використання), отримання від природи більшого блага для більшої кількості людей на більший проміжок часу. Ресурсизм цінує дику природу тільки як джерело ресурсів і прибутку. Ресурсизму ідеологічно протистоїть охорона природи з  етичних міркувань.
Ресурсизм пов'язаний з різними видами  природокористування — лісовим, мисливським, рибним господарством, а також очищенням води і повітря, рекультивацією тощо. Родоначальником ресурсизму є керівник американської лісової служби кінця ХІХ — початку ХХ століття Дж. Пінчот.